# Georg Liljenroth
Georg Liljenroth, född den 18 oktober 1841 i Kristianstad, död den 22 januari 1912 i Ale-Skövde församling, var en svensk militär och politiker. Han var farbror till Frans G. Liljenroth och svärfar till Anton Cederström.

## Biografi
Liljenroth blev student vid Lunds universitet 1859. Han blev underlöjtnant vid Göta artilleriregemente 1861, löjtnant där 1866, kapten där 1873, major i armén 1891, vid regementet 1892, och överstelöjtnant 1894. Liljenroth var överste och chef för regementet 1898–1904 och Göteborgs siste kommendant. Han var ledamot av riksdagens andra kammare mandatperioderna 1894–1899 för Göteborgs stads valkrets. Liljenroth blev riddare av Svärdsorden 1882 och kommendör av andra klassen av samma orden 1901.